# Derlis Rodríguez (político)
Derlis Manuel Rodríguez Báez (29 de diciembre de 1979-Asunción, 4 de agosto de 2025) fue un político, contador público y abogado paraguayo que ejerció como diputado nacional por el Partido Colorado desde 2023 hasta su muerte en 2025, tras varios problemas de salud que culminaron en un paro cardiorrespiratorio.

## Primeros años
Derlis Manuel Rodríguez Báez nació el 29 de diciembre de 1979.
En 2009, Rodríguez contrajo matrimonio con Marlene Suárez, con quien tuvo un hijo en 2008 y una hija en 2011.

## Trayectoria profesional

### Primeros años
En su juventud, fue dirigente deportivo con el Club Galicia del fútbol de Coronel Oviedo, y en el ámbito de la comunicación fundó Prensa Multimedios en dicha ciudad, conglomerado que llegó a abarcar prensa escrita, radio, televisión y plataformas digitales.
Se lanzó a la arena política en 2010, primero como candidato a intendente municipal de Coronel Oviedo con el Partido Patria Querida, y más adelante se postuló para diputado bajo esa misma agrupación política, quedando a escasos votos de lograr un escaño. Logró ser electo al segundo intento con el Partido Colorado, formando parte del movimiento oficialista Honor Colorado, representante del cartismo. Fue el segundo colorado más votado del departamento de Caaguazú, detrás del también cartista Miguel Del Puerto.

### Diputado nacional (2023-2025)
Como legislador, Rodríguez tuvo varios cuestionamientos en torno a a proyectos o posiciones en la Cámara de Diputados. Se caracterizó por lo que OviedoPress describió como un «estilo frontal y sin medias tintas, lo que generaba adhesiones y rechazos por igual en el ambiente político».
Una de sus propuestas fue eliminar la restricción de reelección para intendentes, pero esta fue archivada. También fue proyectista de un proyecto de ley conocido por sus detractores como «blanqueo exprés», una propuesta que buscaba acortar plazos procesales para archivar causas penales en tres meses y de manera retroactiva. El proyecto también fue archivado.
En una ocasión, Rodríguez, junto a su colega José Rodríguez (sin relación), fue a saludar por su cumpleaños al intendente de Asunción, Nenecho Rodríguez, en lugar de participar en una sesión de la Cámara de Diputados. La ausencia de ambos contribuyó a la falta de cuórum de dicha sesión, lo cual impidió el tratamiento de un proyecto de subsidio a personas con discapacidad.
Rodríguez también protagonizó un incidente en el que envió un escribano al fiscal general del Estado, Emiliano Rolón Fernández, luego de que se filtrara un conversación en donde el fiscal general Rolón habría dado a entender que Rodríguez formaba parte del crimen organizado. Según la filtración, el fiscal general Rolón supuestamente compartió en un grupo de WhatsApp de fiscales una publicación sobre el apoyo manifiesto del diputado Rodríguez a un juicio político en su contra, al cual añadió: «Esto es un halago mis queridos funcionarios, pérdida de apoyo del crimen organizado».

## Problemas de salud y fallecimiento
Rodríguez realizó gran parte de la campaña de cara a las elecciones generales de 2023, donde resultó electo diputado, aún convaleciente de lesiones a consecuencia de un accidente automovilístico. Si bien el accidente no lo dejó imposibilitado de caminar, sufrió severas lesiones en su columna vertebral que le provocaron el debilitamiento de sus piernas y dolor, por lo que utilizó casi todo el tiempo una silla de ruedas. Tras sucesivas intervenciones quirúrgicas, incluidas en el Hospital Sirio-Libanés del Brasil, había logrado avances en su motricidad, pero su salud fue deteriorándose en otros aspectos, con informes citando que había desarrollado una enfermedad neuroespinal que afectó progresivamente su salud.
El 2 de agosto de 2025, se informó que Rodríguez sufrió un paro cardiorrespiratorio por una insuficiencia respiratoria aguda en su domicilio en Coronel Oviedo. Fue trasladado de urgencia a un sanatorio privado en dicha ciudad, antes de ser trasladado al Hospital San Jorge de Asunción, donde se constató que como resultado de un prolongado lapso sin oxigenación cerebral, consecuencia de estar sin asistencia respiratoria por unos 25 minutos, había sufrido daños neurológicos. Falleció el 4 de agosto de 2025 a las 23:10 horas.
Rodríguez fue el tercer diputado en fallecer durante su periodo legislativo, tras los también cartistas Walter Harms y Lalo Gomes en 2023 y 2024 respectivamente.